# Równowaga sił
Równowaga sił – jedna z podstawowych kategorii analizy i opisu stosunków międzynarodowych. Określa stan, w którym żadne państwo nie góruje nad innymi i nie posiada możliwości podporządkowania sobie innych państw. Naukowa interpretacja równowagi sił wyjaśnia postępowanie państw, które dążąc do zapewnienia sobie zwiększonego bezpieczeństwa, podejmują działania służące zachowaniu lub też ustanowieniu równomiernego podziału siły między podmiotami na arenie stosunków międzynarodowych.
Zgodnie z informacjami zebranymi na podstawie licznej literatury przedmiotu, w teorii równowagi sił wyróżniono dwa istotne aspekty. Po pierwsze, głównym celem państwa jest zapewnienie sobie bezpieczeństwa pod każdą postacią, opierając się na doktrynie realizmu. Po drugie, wprowadzenie równowagi sił uznano za najefektywniejszy sposób samoobrony, aby uniknąć w przyszłości hegemonii pojedynczego, dominującego państwa. Równowaga sił jest jednym z głównych pojęć w teorii realizmu. Koncepcja ta uznawana była za najważniejsze prawo objaśniające funkcjonowanie polityki międzynarodowej. Gorącymi zwolennikami konceptu równowagi sił byli Hans Morgenthau oraz Kenneth Waltz.
W czasach współczesnych rola równowagi sił wydaje się być niezwykle istotna. Stanowi ważką cechę ładu globalnego. Dzięki zachowaniu równowagi sił na arenie międzynarodowej panuje względna równowaga potencjałów (militarnych, gospodarczych, politycznych, technologicznych), nie zapewnia jednak równości statusu wszystkich aktorów. Równowaga sił jest stanem braku konfliktu zbrojnego, niemniej jednak nie jest już stanem nieobecności konfliktu interesów.

## Modele równowagi sił

### Jednobiegunowość (unipolarność)
Gdy jedno państwo posiada znaczącą przewagę nad pozostałymi, możemy mówić o systemie jednobiegunowym. System unipolarny, z jednym mocarstwem na czele ma wiele zalet, jak i wad. Można powiedzieć, że występowanie jednego dominującego państwa może zapobiec próżni władzy w stosunkach międzynarodowych. Państwa słabsze, mogą czuć się zmobilizowane do poprawy swojej sytuacji. Mobilizacja państw może spowodować ich rozwinięcie się, co zdecydowanie jest pozytywnym skutkiem. Cechą jednobiegunowości, może być również rozpowszechnianie określonych wartości, np. jeżeli państwem dominującym jest państwo demokratyczne, może propagować przestrzeganie praw człowieka i zachęcać inne państwa do praktykowania podobnych zasad. Jednak wiąże się z tym ryzyko, że państwo będzie ingerować w sprawy innych i zagrozi ich suwerenności.
Przewaga jednego państwa może być przyczyną uprzedzenia wobec niego. Awersja wobec hegemona może spowodować wśród innych państw chęć ataku. Mimo iż słabsze państwo może nie być w stanie poważnie zagrozić jego pozycji, to może zapoczątkować poważniejszy konflikt. Konflikt taki może przerodzić się w wojnę, co przyniosłoby ogromne straty, a przede wszystkim spowodowałoby destabilizację międzynarodową.

### Dwubiegunowość (bipolarność)
System międzynarodowy złożony z dwóch dominujących państw jest systemem dwubiegunowym. Państwa mogą wraz z innymi, tworzyć grupy państw, tzw. bloki. Przykładowo, w trakcie zimnej wojny, większość państw była podzielona na dwie części, Wschodnią i Zachodnią. W takim systemie, to właśnie dwa państwa nadają kształt polityce międzynarodowej. Są najbardziej wpływowe i zazwyczaj od nich zależy los innych państw. Dwubiegunowy podział ma praktycznie ogólnoświatowy zasięg. Do obu bloków przyłączają się najczęściej najważniejsze państwa. Mocarstwa są bardzo wpływowe, określane są jako przywódcze. Mimo potężnej siły, jaką oba posiadają, nie są w stanie wzajemnie się pokonać. Próba pokonania tak silnego przeciwnika mogłaby oznaczać wojnę totalną, nieopłacalną dla żadnej ze stron. Dzięki takiemu podziałowi wpływów i siły wytwarza się między nimi równowaga sił. Często jednak zdarza się, że wiele państw nie opowiada się za żadną ze stron i pozostają neutralne.

### Wielobiegunowość (multipolarność)
System złożony z więcej niż dwóch państw: jest najczęściej spotykaną wersją systemów równowagi sił w stosunkach międzynarodowych. Występuje we wszystkich epokach historycznych i kręgach kulturowych. Jego charakterystyczną cechą jest istnienie kilku (co najmniej trzech) elementów, czyli wielkich mocarstw, w podsystemie sterującym. Archetypy systemu wielobiegunowego możemy wskazać już w starożytności. Wielobiegunowa równowaga sił w klasycznym znaczeniu jest złożona z pięciu państw. Przykładem takiego układu może być koncert europejski, istniejący w XIX w. w Europie. Zakłada się, że im większa ilość państw, tym łatwiej o nieporozumienia. Jednak to stwierdzenie można przekształcić na korzyść wielobiegunowości. Mianowicie: „wraz ze wzrostem liczby uczestników zwiększa się liczba interakcji między nimi a tym samym zmniejsza się poziom wzajemnej agresji”. Państwa mogą zwiększyć współpracę między sobą i dążyć do kompromisów dzięki dużej ilości kontaktów.